# Charles Jules Adolphe Thanaron
Charles Jules Adolphe Thanaron (né à Toulon le 7 juillet 1809 et mort dans la même ville le 21 mai 1886) est un capitaine de frégate de la Marine française, membre de l'expédition Dumont d'Urville.

## Biographie
Charles Jules Adolphe Thanaron est né dans une famille de marins. Son père Paul (1773-1861) est lui-même capitaine de vaisseau. Il a été mis en retraite d'office en 1816, par Louis XVIII lors de son retour de Gand. Ami du vice-amiral de Mackau, futur ministre de la Marine, il pensait pouvoir en attendre une bienveillante protection pour la carrière maritime de son fils.
Sa mère, Marie-Anne-Joséphine Mainard, toulonnaise, est la tante de la femme de Charles Hector Jacquinot.
Charles Thanaron épousera Marie Joséphine Louise Sazerac de Forge, fille de Jean-Baptiste Sazerac de Forge, maire d'Angoulême en 1830, député de la Charente en 1849, et de  Catherine Justine Lafargue du Tauzia.

## Carrière
En 1824, à 15 ans, il entre au Collège royal de la Marine à Angoulême où « il ne tarde pas à se faire remarquer par son esprit, comme en témoignent les nombreux rapports dont il est l'objet. »
Élève de 2e classe le 20 septembre 1826, de 1re classe le 1er septembre 1828, il embarque sur la corvette Victorieuse. Durant les quatre années qui suivent, il n'alterne pas moins de dix embarquements, avec des périodes à terre à Toulon.
Promu enseigne de vaisseau le 31 décembre 1830, il embarque sur le brick Ducouedic avec lequel il participe à la campagne d'Algérie et où il fait connaissance de l'enseigne Gaston de Roquemaurel, futur second de l'Astrolabe. En 1832, il embarque sur la corvette Isis.
Le 10 avril 1837, il est nommé lieutenant de vaisseau. La même année, il présente sa candidature à une place dans l'expédition Dumont d'Urville. « Il a un atout majeur, il est le cousin du commandant Charles Jacquinot, qui le prend à bord de la corvette la Zélée. »

Trajet de l'expedition 1837-1840.

Lors de cette expédition, Thanaron est souvent chargé des relevés hydrographiques. A ce titre, il est notamment chargé du plan de la baie Voces (détroit de Magellan). Il accomplit son travail avec compétence ce qui lui vaudra d'être décoré de la Légion d'honneur au retour de l'expédition, le 25 janvier 1841. 
De 1841 à 1845, il est commandant en second du vaisseau de ligne Trident. Il est ensuite, de 1846 à 1848, second de la frégate à vapeur l'Infernal, puis commandant du même navire à titre provisoire, durant quatre mois. « C'est un autre fait rare pour un lieutenant de vaisseau. » En janvier 1850, il part en Afrique et commande, encore à titre provisoire, l'aviso à vapeur la Chimère. Promu capitaine de frégate le 21 octobre 1850, il reçoit le commandement titulaire d'un autre aviso à vapeur le Cerbère.
Vers mars 1854, Jacquinot, devenu contre-amiral, à la majorité générale à la préfecture maritime de Toulon, le prend dans son état-major personnel, poste qu'il occupera jusqu'à sa retraite en 1856.

## Distinctions et hommages
- Chevalier de la Légion d'honneur le 25 janvier 1841.
- Dumont d'Urville a donné le nom de cap Thanaron (en)[9] à un point (63° 30′ S, 58° 40′ O) situé au niveau de la colline Hanson (en) à 4 milles marins (7 km) au sud-est du cap Roquemaurel (en) (63° 33′ S, 58° 56′ O) et à 3 km (2 milles) à l'ouest-nord-ouest de la colline Zanoge (en) sur la péninsule de la Trinité de la Terre de Graham , en Antarctique.